# 高棉自由民族统一战线

高棉自由民族统一战线旗帜

高棉自由民族统一战线（Khmer Issarak），即高棉依萨拉，是柬埔寨一个松散结构的反法、反殖民地的独立运动。
高棉依萨拉成立于1945年左右，由几个派系组成，每个派系都有自己的领导者。大多数依萨拉组织自1945年二战结束后至1953年柬埔寨独立期间积极活动，其最初的目标是为了争取独立而同法国人作战。后来，推翻柬埔寨政府被提上一些依萨拉组织的议程。“依萨拉”一词最初指的是非共产主义者，但在1950年代初期越盟指导下的游击队自称是依萨拉，以统一其他非共产主义势力。